# 第一次佐藤內閣 (第二次改組)
第一次佐藤第二次改組内閣（日语：／ Daiichiji Satō Dainiji Kaizō Naikaku */?）是日本眾議院議員、自由民主黨總裁佐藤榮作就任第61任內閣總理大臣（首相）後，自1966年8月1日至1966年12月3日組成的內閣。

## 國務大臣
- 內閣總理大臣 - 佐藤榮作（佐藤派）
- 法務大臣 - 石井光次郎（石井派）
- 外務大臣 - 椎名悅三郎（川島派）
- 大藏大臣 - 福田赳夫（福田派）
- 文部大臣、科學技術廳長官 - 有田喜一（福田派）
- 厚生大臣 - 鈴木善幸（前尾派）
- 農林大臣 - 松野賴三（佐藤派）
- 通商產業大臣 - 三木武夫（三木派）
- 運輸大臣 - 荒舩清十郎（川島派）／ 藤枝泉介（1966年10月14日-）
- 郵政大臣 - 新谷寅三郎（參議院議員）
- 勞動大臣 - 山手滿男（三木派）
- 建設大臣、近畿圈整備長官、中部圈開發整備長官、首都圈整備委員會委員長 - 橋本登美三郎（佐藤派）
- 自治大臣、國家公安委員會委員長 - 鹽見俊二（參議院議員）
- 內閣官房長官 - 愛知揆一（佐藤派）
- 總理府總務長官 - 森清（森派）
- 行政管理廳長官 - 田中茂穗（參議院議員）
- 北海道開發廳長官 -  前尾繁三郎（前尾派）
- 防衛廳長官 - 上林山榮吉（佐藤派）
- 經濟企劃廳長官 - 藤山愛一郎（藤山派）／ 佐藤榮作（事務代理、1966年11月4日-）  
  - 內閣法制局長官 - 高辻正己
  - 內閣官房副長官（政務） - 木村俊夫
  - 內閣官房副長官（事務） - 石岡實
  - 總理府總務副長官（政務） - 上村千一郎（1966年8月2日－）
  - 總理府總務副長官（事務） - 古屋亨（－1966年11月22日）／ 堀秀夫（1966年11月24日－）

## 外部連結
- 閣僚名單 （页面存档备份，存于）